# Палуян Сергій Епіфанович
Сергій Епіфанович Палуян (біл. Сяргей Епіфанавіч Палуян, псевдоніми: С. Ясяновіч, С. П., П. Ян; 19 жовтня 1890, Брагін, Речицький повіт — 8 (20) квітня 1910, Київ) — білоруський публіцист, прозаїк, літературознавець.

## Біографія
Народився третьою дитиною в сім'ї орендарів Епіфанана та Олександри Палуян, серед 3 синів та 5 дочок. Дитинство пройшло в с. Кришичі Юровицької волості Мозирського повіту, куди батьки С. Полуяна переїхали незабаром після його народження і в 1897 купили фільварок. Навчався в Мозирській прогімназії, під загрозою виключення за участь у революційному русі, переведений батьком в Митовську гімназію (нині Єлгава, Латвія) під нагляд родичів, але участі не зупинив через що стався конфлікт і розрив з батьком. Жив у Києві у родичів, також брав участь у революційному русі. Їздив в Вільнюс на зустріч з Я. Купалою. У 1908 увійшов до керівного органу БСГ. Писав в «Нашу ниву», в т.ч. статті «Білоруське та українське суспільство», «Листи з України» (1909). З 1910 знову жив у Києві. Працював у журналах «Українська хата» і «Світло», де друкував свої твори, співпрацював з газетою «Рада» та ін. За офіційною версією, покінчив життя самогубством в ніч з 7 на 8 квітня, похований на київському Байковому кладовищі (могила не збереглася). Мав позашлюбного сина.

## Творчість
Підтримував дружні й творчі зв'язки з Я. Купалою, Я. Коласом, М. Богдановичем, Ц. Гартним, Ш. Ядвігіним  та ін. Автор віршів, п'єс, прозових творів, публіцистичних статей, в т. ч. статті «Про національну школу в Білорусі», рецензії на книгу «Друге читання для дітей білорусів» Я. Коласа. Не вся творча спадщина С. Палуяна збереглася, зараз відоме його оповідання «Село», ікона «Христос воскрес!» (звернення до білоруського народу), двадцять одна публіцистична стаття, рецензії. Вийшла збірнка творів С. Палуяна «Листи в майбутнє» (1986).

## Пам'ять
Пам'яті С. Палуяна Я. Купала присвятив поему «Курган» та вірші «Пам'яті С. Палуяна», М. Богданович — перші й останню прижиттєву збірку творів «Вінок» та вірші «С. Палуяну», Ядвігін Ш. — вірш у прозі «Рани».